# Apalonia guyplatyceps
Apalonia guyplatyceps (лат.) — вид жуков-стафилинид рода Apalonia из подсемейства Aleocharinae. Французская Гвиана. Мирмекофил.

## Описание
Мелкие коротконадкрылые жуки. Мирмекофил. Длина тела 2,5 мм. Тело блестящее, в основном коричневое, с жёлто-коричневым основанием брюшка. Глаза сверху длиннее посткулярной области. Второй антенномер короче первого, третий длиннее второго, от четвертого до десятого поперечные.  Формула лапок 4-5-5. Голова с отчетливой шеей. Максиллярные щупики состоят из 4 члеников, а лабиальные щупики из 3 сегментов.
Вид был впервые описан в 2015 году итальянским энтомологом Роберто Пейсом (Roberto Pace; 1935—2017) по материалам из Южной Америки (Французская Гвиана).